# Từ Huệ
Từ Huệ (chữ Hán: 徐惠; 627 - 650), còn được gọi là Từ Hiền phi (徐賢妃), là một phi tần của Đường Thái Tông Lý Thế Dân, vị Hoàng đế thứ hai của nhà Đường.
Bà là một tài nữ văn thơ nổi danh đương thời, được đánh giá là nữ thi nhân đầu tiên thời Đường sơ, và là một trong số hiếm hoi thuộc ba ngàn tần phi cũng như tác phẩm của mình được ghi vào sách sử. Bà là phi tần đầu tiên được ghi vào Liệt truyện của Cựu Đường thư, sau đó là Tân Đường thư.

## Xuất thân
Từ Huệ người ở huyện Trường Thành (長城) thuộc Hồ Châu (nay là huyện Trường Hưng, thành phố Hồ Châu của tỉnh Chiết Giang), xuất thân danh môn Trường Thành Từ thị (長城徐氏), là một nhánh của Đông Hải Từ thị (東海徐氏) thuộc Đông Hải quận (東海郡; nay là huyện Đàm Thành, thành phố Lâm Nghi của tỉnh Sơn Đông).
Đây là một dòng họ quý tộc rất lâu đời, đến đời của Từ Huệ là đời thứ 4, hậu duệ của Từ Nguyên hầu Từ Văn Chỉnh (徐文整) thời Nam Lương. Tằng tổ là Thái thú Thủy An Từ Tổng Chi (徐综之) thời Nam Trần. Tổ phụ là Từ Phương Quý (徐方贵), là Huyện lệnh của huyện Lâm Chân, Diên Châu; tổ mẫu Giang Hạ Hoàng thị (江夏黄氏), là con gái Hoàng Công thời Nam Trần, được tặng làm Thẩm Quốc Trung Vũ công (沈国忠武公), chức Tư không. Cha là Từ Hiếu Đức (徐孝德), đương giữ chức Thứ sử Quả Châu (nay là Nam Sung, thuộc tỉnh Tứ Xuyên). Đương thời, Từ Hiếu Đức cũng là người hay chữ, có văn tập gồm 10 quyển là Từ Hiếu Đức tập (徐孝德集), đều có ghi chép trong Cựu Đường thư phần Kinh tịch chí (经籍志) và Tân Đường thư phần Nghệ văn chí (艺文志). Mẹ bà là Khương thị (姜氏), vì có con gái vào cung nên được phong làm Chính tứ phẩm "Kim Thành quận quân" (金城郡君). Trong nhà bà có một người anh trai tên Từ Tề Anh (徐齐婴), làm Huyện lệnh của huyện Phù Phong thuộc Kỳ Châu; em trai tên Từ Tề Đam (徐齐聃), giữ chức "Tây Thai xá nhân" (西台舍人), về sau tặng làm Thứ sử Tứ Châu; em út Từ Tề Trang (徐齐庄), làm "Điện trung Thượng thực Trực tưởng" (殿中尚食直长). Ngoài ra, bà còn có một người em gái Từ thị, sau là Tiệp dư của Đường Cao Tông Lý Trị. Cháu trai bà, tức Từ Kiên (徐坚), con trai Từ Tề Đam, về sau cũng có công trạng, vào đời Đường Huyền Tông là trọng thần, được tặng "Thái tử Thiếu bảo" (太子少保).
Từ nhỏ Từ Huệ đã sớm hiểu biết, 5 tháng biết nói, 4 tuổi đã thông thạo những sách như Mao Thi, Luận ngữ, 8 tuổi thuộc được thơ văn. Có lần, Từ Hiếu Đức sai Từ Huệ vịnh lại bài thơ Ly tao của Khuất Nguyên, bà lập tức viết ra bài "Tiểu sơn thiên" (小山篇), viết rằng: 「"Ngưỡng u nham nhi lưu phán, phủ quế chi dĩ ngưng tưởng. Tương thiên linh hề thử ngộ, thuyên hà vi hề độc vãng?"; 仰幽巖而流盼，撫桂枝以凝想。將千齡兮此遇，荃何為兮獨往？」. Cha bà vô cùng kinh ngạc. Lúc đó cả ba người nhà họ Từ đều giỏi văn thơ, nên người đời so sánh với nhà họ Ban của thời Hán. Từ Huệ còn giỏi thi ca, cầm kỳ họa phẩm, sau khi đọc được thơ của Từ Huệ thì biết không thể che giấu, truyền bá ra ngoài.

## Nhập cung Đường
Năm Trinh Quán, nghe đến tiếng giỏi thơ, Từ Huệ được Đường Thái Tông vời vào cung, sách phong làm Tài nhân, hàng Chính ngũ phẩm. Từ Huệ với tài năng, trình độ của mình rất được Đường Thái Tông ưu ái nể phục, phong lên thành Tiệp dư, hàng Chính tam phẩm. Tuy là tần phi đắc sủng, nhưng Từ Huệ cử chỉ trang nhã, trọng biết đối nhân xử thế rất chừng mực, khiến Đường Thái Tông cũng lấy lễ đối đãi, phong cha bà làm Viên ngoại lang bộ Lễ, rồi sắc phong bà làm Sung dung (充容), hàng Chính nhị phẩm.
Những năm cuối Trinh Quán, Thái Tông thường xuyên chinh phạt biên cương, quốc khố cạn kiệt. Năm Trinh Quán thứ 22 (648), tháng 4, Thái Tông giá hạnh Ngọc Hoa cung, Từ Huệ thân là Sung dung được bồi hầu. Từ Huệ thấy Đường Thái Tông có ý tu sửa cung điện trong hoàn cảnh này, bèn quyết định can ngăn:
| “                                   | 東戍遼海，西討昆丘，士馬罷耗，漕餉漂沒。捐有盡之農，趨無窮之壑；圖未獲之眾，喪已成之軍。故地廣者，非常安之術也；人勞者，為易亂之符也。翠微、玉華等宮，雖因山藉水，無築構之苦，而工力和僦，不謂無煩。有道之君，以逸逸人；無道之君，以樂樂身。伎巧為喪國斧斤，珠玉為蕩心鳩毒，侈麗纖美，不可以不遏。誌驕於業泰，體逸於時安。 . Phía đông đóng quân Liêu Hải, phía tây thảo phạt Côn Khâu, làm cho quân vây ngựa mệt, lương thảo thiếu thốn. Dùng thu hoạch có hạn của nông dân để bù vào quân lương vô tận dùng cho binh sĩ, chỉ vì giành sự kính phục của các bộ lạc mà đánh mất tinh binh nhiều năm khổ luyện. Quốc thổ rộng lớn cũng không phải là biện pháp lâu dài có được thái bình, bá tánh vất vả lại chính là mầm mống dấy lên phản loạn. Hai cung điện Thúy Vi và Ngọc Hoa, tuy dựa núi gần sông, hình dung không quá mức bề thế, nhưng để vận chuyển đục đẽo cũng đủ làm mệt sức dân. Nếu quân vương có đức hạnh, sẽ luôn lấy việc bá tánh an cư làm niềm vui của chính mình, ngược lại nếu quân vương vô đức, sẽ luôn khiến mọi thứ phải thỏa mãn ý thích của bản thân. Những thứ điêu khắc đẹp đẽ này cũng chính là lưỡi rìu xẻ mòn quốc lực, những ngọc ngà châu báu lóa mắt càng là thứ độc dược hại chết nhân tâm, nhìn rất thích mắt nhưng chẳng có bao nhiêu chân thật. Tâm trí kiêu căng khi đạt được thành tựu, bản thân buông thả khi thời vận an nhàn. | ” |
| — Từ Sung dung gián Đường Thái Tông | |   |

Trong Tân Đường thư chỉ ghi phân đoạn này, thực tế thượng tấu của bà rất dài, gồm 3 bài được chép trong Cựu Đường thư. Đường Thái Tông tâm đắc hành động của Từ Huệ liền khen ngợi và ban thưởng hậu hĩnh cho bà, nhưng không rõ ông có nghe theo hay không bởi vì hai sách Đường thư đều không nói rõ. Dẫu Thái Tông nghe hay không nghe, đây cũng chính là nét son chói lọi trong suốt cuộc đời của Từ Huệ và hậu thế đều đánh giá cao về hành động này.
Năm Trinh Quán thứ 23 (649), Đường Thái Tông giá băng, Từ Huệ vì quá đau lòng dẫn đến tâm bệnh, không chịu uống thuốc mà nói:「"Ta thụ long ân thâm hậu, hy vọng sau khi tạ thế được hầu hạ Tiên Đế trong lăng tẩm của Ngài, đó là tâm nguyện cuối cùng của ta"」. Sau đó bà liền viết 1 bài thơ thất ngôn biểu đạt tâm nguyện này. Sang năm sau, tức là năm Vĩnh Huy nguyên niên (650), Từ Sung dung qua đời ở tuổi 24. Đường Cao Tông Lý Trị cảm thương, truy phong tước vị Hiền phi (賢妃), lại được "Bồi táng" (陪葬; nghĩa là "táng theo hầu") cho Đường Thái Tông tại Chiêu lăng (昭陵), bà được chôn bên khu địa thất phía Tả.

## Tác phẩm
Từ Huệ là một trong những nhà thơ nữ xuất sắc đời nhà Đường, được cho là đã viết khoảng một nghìn bài thơ, nhưng chỉ có 5 bài tồn tại đến ngày hôm nay. Một hôm, Đường Thái Tông cho triệu các phi tần, nàng phải trang điểm nên đến trễ. Hoàng đế nổi giận, nàng đã dâng bài thơ về sau được gọi là Tiến Thái Tông thi (进太宗诗):
| 进太宗诗 ... 朝来临镜台 妆罢暂徘徊 千金始一笑 一召讵能来 | Tiến Thái Tông thi ... Triêu lai lâm kính đài Trang bãi tạm bồi hồi Thiên kim thủy nhất tiếu Nhất triệu cự năng lai ? | Thơ dâng Thái Tông ... Buổi sáng đến ngồi trước kính soi, Điểm trang xong vẫn mãi bồi hồi. Ngàn vàng một nụ cười ban sớm, Chỉ lệnh ai vời phải đến ngay ? |

Ngoài ra, Từ Huệ còn nhiều bài thơ nổi tiếng khác, như Trường Môn oán (长门怨); Thu phong Hàm Cốc ứng chiếu (秋风函谷应诏); Phú đắc bắc phương hữu giai nhân (赋得北方有佳人), Phụng hòa ngự chế tiểu sơn phú (奉和御制小山赋), Gián Thái Tông tức binh bãi dịch sơ (谏太宗息兵罢役疏).

## Đánh giá
| “                                                                 | 帝王於后宫恩宠过厚，非贤徳者鲜不干预时事。著名於外，葢宠过厚，则言易入；言易入，则事可动。后宫於帝王可动事，则奸邪附之。著名於外，又况亲族窃恩竞为气势，内宠至此，小则破家之祸，大则为国之患，此必然之势也。太宗在位嵗久，於后宫不无宠嬖，但外不闻何人尔。惟徐充容以恩顾称，绝不干预时事，复能谏争失，则贞观宫壼之政可知也。 . Đế vương đối với hậu cung hậu hĩnh, những người không hiền đức trước chưa tiện can thiệp chính sự. Tiếng đồn ra ngoài, ân sủng quá hậu, thì lời ra tiếng vào; mà lời ra tiếng vào, thì sẽ sinh chuyện mà tác động. Hậu cung cùng Đế vương đều bị tác động, thì những kẻ gian có thể trực lợi. Sự này tiếp tục ra ngoài, những nhà huân tộc cậy thế đó mà nổi lên, nội sủng đến tận đây, nhỏ thì xét là họa quá phấy trong nhà, lớn thì là cái họa làm quốc gia bất ổn, đó là tất yếu. Thái Tông tại vị lâu năm, với hậu cung không phải không có sủng bế, nhưng bên ngoài vẫn không nghe ngóng được. Vị này Từ Sung dung, tuy có ân sủng, nhưng tuyệt không can thiệp thời sự, lại có thể gián ngôn, thực là một tấm gương của chốn cung nghiêm thời Trinh Quán. | ” |
| — Tôn Chi Hàn 孙之翰 - "Lịch đại danh hiền xác luận" 历代名贤确论 | |   |

| “                                                    | 臣按：樊姬而下，或诸侯之配，或嫔御之列而能知古者。贤妃（注：即徐贤妃）贞女，警戒其君之道，其可尚者，故附着焉。宫掖之中，诚得如是之人，日陈规益庶，其有补乎！不然，鲜不以狡媚荡其君心者。 . Thần án: Từ Phàn Cơ, các chính phối của chư hầu, cùng các tần ngự đều đã là tấm gương thời cổ. Hiền phi trinh nữ, cảnh giới đến đạo làm vua, thực là người xuất chúng, thực đáng tán dương. Nơi chốn cung nghiêm, có thể có một người như vậy, ngày ngày hiến kế giúp bách tính, há không phải giúp ích sao? Mặt khác, tuyệt không nên dùng những kẻ hồ mị giảo hoạt quân tâm. | ” |
| — Chân Đức Tú 真德秀 - "Đại học diễn nghĩa" 大学衍义 | |   |

| “                                                               | 窃谓自樊姬而下，皆主于规益其君。然樊姬不食禽兽之肉，卫姬不听郑卫之音，此以身谏也。班婕妤之稽古善讽，徐贤妃之书辞藻丽，此以言谏也。班徐颇工文词，所作多流落人间。 . Trộm nghĩ, từ thời bà Phàn Cơ, các cung tần đều lấy việc khuyên can quân chúa làm trọng. Lúc đó, Phàn Cơ không dùng thịt, Vệ Cơ không nghe lời Trịnh Vệ, đều là lấy chính bản thân mà can gián. Ban Tiệp dư dùng điển xưa để châm biếm, Từ Hiền phi dùng thi từ hoa lệ, đều là lấy lời để can gián. Tiếc rằng, những công văn thi tác của bà Ban cùng nàng Từ đa phần đều đã lưu lạc dân gian. | ” |
| — Dương Liêm 杨廉 - "Đại học diễn nghĩa tiết lược" 大学衍义节略 | |   |

| “                                            | 昔唐太宗繁工役，好战斗，宫人徐充容犹上疏曰：'地广非久安之道，人劳乃易乱之源。东戍辽海，西役昆丘，诚不可也。'今所答皆顺其欲，则唐妇人过今儒者。 . Nhớ khi xưa, Đường Thái Tông có nhiều tạp vụ, thích chiến tranh, cung nhân Từ Sung dung đã thượng ngôn can gián rằng:"Địa quảng phi cửu an chi đạo, nhân lao nãi dịch loạn chi nguyên. Đông thú liêu hải, tây dịch côn khâu, thành bất khả dã". Đến bây giờ, bọn các khanh đều tán đồng chủ ý này của Trẫm, thực có thể thấy phụ nữ đời Đường còn sáng suốt hơn cả đám Nho gia hiện nay đấy. | ” |
| — Minh Thái Tổ - "Thanh khê hạ bút" 青溪暇笔 | |   |

| “                                               | 贤妃非女谏官耶。世言宫妾不可近，妇言不可听，顾其人其言何如耳。如贤妃者，朝夕在侧，食息受言，非耽女宠矣。宫闱近御，孰谓无正人君子哉。 . Hiền phi không phải một nữ ngôn quan bình thường. Người đời đều nói lời của cung thiếp không thể tin, ý kiến của đàn bà không thể tin, chỉ vì bọn họ chưa nghe chưa tin đúng người mà thôi. Này vị Từ Hiền phi, sớm chiều ở bên, thực tức thụ ngôn, nhưng tuyệt nhiên chẳng màng đến sủng ái tầm thường. Nơi chốn cung đình, ai bảo không có bậc chính nhân quân tử chứ? | ” |
| — Lữ Khôn 吕坤 - "Khuê phạm đồ thuyết" 闺范图说 | |   |

## Trong văn hoá đại chúng
| Năm  | Tên phim                           | Diễn viên               |
| 1981 | Đường Thái Tông (唐太宗)           | Hoa Văn Y 华文漪        |
| 1983 | Thiên chi Kiêu nữ (天之骄女)       | Trương Thụy Xuân 张瑞春 |
| 1995 | Võ Tắc Thiên (武则天)              | Lý Kiến Quần 李建群     |
| 2007 | Trinh Quán chi trị (贞观之治)      | Vương Khiết Hi 王洁曦   |
| 2014 | Võ Mỵ Nương truyền kỳ (武媚娘传奇) | Trương Quân Ninh 張鈞甯 |